# Notti amarcord
Notti amarcord è un singolo del cantautore Italiano Peter White e del gruppo musicale italiano Zero Assoluto, pubblicato il 16 luglio 2021.

## Tracce
Testi di Pietro Bianchi, Thomas De Gasperi e Matteo Maffucci, musiche di Paolo Mari e Gabriele Fossataro.
1. Notti amarcord – 2:45